# Thespidae
Los téspidos (Thespidae) son una familia de mantis  (insectos del orden Mantodea), cuenta con 7 subfamilias, 2 tribus y 45 géneros.

## Subfamilias
- Haaniinae

Género
- Astape
- Haania

- Hoplocoryphinae

Género
- Apterocorypha
Hoplocorypha
Hoplocoryphella
- Miopteryginae

Género
- Calopteromantis
Chloromiopteryx
Emboicy
Miobantia
Promiopteryx
- Oligonicinae

Tribus
Oligonicini
Género
- Bactromantis
Bantia
Bantiella
Diabantia
Oligonicella
Oligonyx
Pseudomusonia
Thesprotiella
Thrinaconyx

Tribus
Pogonogasterini
Género
- Carrikerella
Liguanea
Mantellias
Mantillica
Pogonogaster
Pseudopogonogaster
Thesprotia
- Pseudomiopteryginae

Género
- Anamiopteryx
Eumiopterix
Leptomiopteryx
Palaeothespis
Pizaia
Pseudomiopteryx
Sinomiopteryx
- Thespinae

Género
- Eumusonia
Galapagia
Macromusonia
Musonia
Musoniella
Musoniola
Paramusonia
Parathespis
Pseudothespis
Thespis (animal)

Incertae sedis
Género
- Aconthiothespis